# ITI Cd.
ITI Cd. – drugi album zespołu Ich Troje wydany 22 września 1997 roku nakładem Koch International.
W nagraniu udział wzięli: Michał Wiśniewski, Jacek Łągwa oraz Magda Femme.
W 2002 roku zespół wydał składankę zatytułowaną Koktajl składającą się z dwóch płyt cd z dwoma pierwszymi albumami studyjnymi tj. Intro oraz ITI CD.
Płyta dotarła do 44. miejsca zestawienia OLiS.

## Lista utworów
Utwory od 1 do 14 skomponował Jacek Łągwa.
1. „Drzwi” – 4:45
2. „Loop” – 4:02
3. „Lustro” – 4:02
4. „Spowiedź” – 2:53
5. „Les” – 3:33
6. „S.O.S.” – 3:46
7. „Gwiezdna noc” – 5:46
8. „Miłość i zdrada (Tango)” – 3:43
9. „Sam” – 3:44
10. „Koniec” – 3:40
11. „Mnie to wali” – 3:47
12. „Jastrzębia profil” – 3:54
13. „Wznieś mnie” – 3:52
14. „Dąbrowa” – 3:49
15. „Mandy” (muz. Scott English, sł. Richard Kerr) – 3:00